# Pride of the Plains
Pride of the Plains è un film del 1944 diretto da Wallace Fox.

## Trama
Il cowboy Dan Hurley vuole vendere cavalli selvaggi, ma questi sono protetti dalle leggi. Hurley vuole cambiare queste leggi e, per far firmare la sua petizione, chiede al suo scagnozzo di dipingere il suo cavallo addestrato in modo che assomigli al leader dei cavalli selvaggi e gli fa uccidere un uomo. Johnny Revere trova delle tracce di vernice su di un cavallo e cerca di far arrestare Hurley e i suoi scagnozzi ma viene catturato per poi diventare la prossima vittima del cavallo addestrato.